# Joseph Zamanski
Joseph Zamanski, nascido em 18 de maio de 1874 em Parthenay (Deux-Sèvres) e morto em 22 de março de 1962, em Paris, foi um industrial francês e ativista empresarial católico. Ele foi o primeiro presidente da Confederação Francesa de Empregadores, ancestral do movimento de empresários e líderes cristãos.

## Biografia

### Família
Joseph Marie Louis Gaston Zamanski nasceu em 18 de maio de 1874 em Parthenay (Deux-Sèvres) do casamento de Joseph Albert Adolphe Zamanski (1846-1898), farmacêutico e publicitário, e de Marie Anne Radégonde Angèle Auprêtre de Lagenest (1846-1938).
Seu avô, Thaddée Joseph Mathieu Zamanski, era originalmente de Vilnius, na Lituânia; aluno da Escola de Cadetes Militares de Varsóvia, rebelde em 1830, seu irmão foi morto ao seu lado, ele então se alistou na França na Legião Estrangeira

### Treinamento
Depois de estudar em um colégio jesuíta, Joseph Zamanski continuou a estudar direito. Ele se formou em letras e em direito.
Advogado, foi inscrito na Ordem dos Advogados do Tribunal de Recurso de Paris de 1899 a 1912.

### Compromisso e vida profissional
Ainda estudante, ingressou na Associação Católica da Juventude Francesa, movimento que deu origem aos movimentos JOC, JAC e JEC.
Presidente da Conferência Olivaint, em 1903 apresentou ao congresso da Associação Católica da Juventude Francesa um relatório sobre o contrato coletivo de trabalho  .
Em 1909, ele sucedeu Henri Savatier como diretor editorial da l'Association catholique - Revue du mouvement catholique social.
Joseph Zamanski sucede a Jean Lerolle como presidente da Académie d'éducation et d'études sociales (AES).
Em 1912, durante a nona sessão das semanas sociais, ele apresentou — dentro do curso da doutrina e prática social - suas reflexões sobre Le travail de la femme et la famille.
Gerente de uma fábrica de biscoitos de luxo, ele se engaja no ativismo do empregador. A partir de 1924, ele presidiu as Uniões Profissionais Federais de Católicos, fundadas em 1905. Associados à União Fraterna do Comércio e da Indústria de Léon Harmel, deram origem à Confederação Francesa dos Empregadores, da qual foi o primeiro presidente. Ele permanecerá assim até sua morte em 1962  .
Administrador de minas de 1921 a 1939, foi nomeado presidente e diretor do sindicato de eletrificação de Migné-Auxances (em Vienne) em 1936 .

## Publicações
Joseph Zamanski publicou vários livros, artigos, discursos e conferências. Seus dois livros Nous, catholiques sociales e L'Avenir de l'Entreprise tiveram um grande impacto.
- L'Action sociale dans l'Association catholique de la jeunesse française, rapport présenté au Congrès de Bordeaux, le  le 9 mars 1907
- Albert de Mun, 1942, éditions P. Lethielleux
- « Les Rapports organisés entre le capital et le travail » in L'Aspect social de la rationalisation dans Les Cahiers du redressement français, no 10
- L'Avenir de l'entreprise, un patronat qui s'engage, 1948
- L'évolution des rapports sociaux dans l'industrie, conférence prononcée le 13 novembre 1952
- Forces nouvelles 1933, Prix Fabien de l'Académie française
- Henri Bazire, éditions P. Lethielleux, 1945
- L'Organisation professionnelle, 1950
- Nous, catholiques sociaux, histoire et histoires, 1947
- La Querelle de l'apprentissage, vers la solution..., 1948
- Syndicalisme révolutionnaire et syndicalisme catholique, 1919
- Structure de l'autorité corporative, 1942

## Distinções e homenagens
Joseph Zamanski foi o titular da Cruz de Guerra de 1914-1918, a cruz dos serviços militares voluntários e a medalha comemorativa polonesa. Em 6 de julho de 1919 ele foi nomeado cavaleiro da Ordem Nacional da Legião de honra e promovido oficialmente em 27 de dezembro de 1934 e comandante em 12 de setembro de 1951.
Em 1934, a Académie française concedeu-lhe o seu " Prêmio Fabien " Para seu livro Forces nouvelles.
A câmara municipal de Migné-Auxances, perto de Poitiers, deu o seu nome a uma das estradas da cidade.